# Sirna Saeglach
Sirna Saeglach lub Siorna Saoghlach (“Długowieczny”) – legendarny zwierzchni król Irlandii z dynastii Milezjan (linia Eremona) w latach 590-569 p.n.e. Syn Diana, syna Demana, syna Roithechtaigha I, zwierzchniego króla Irlandii.
Sirna odebrał zwierzchni tron linii Íra, która rządziła Irlandią z Ulsteru. Dokonał tego w wyniku zabójstwa arcykróla Oiliolla I mac Slanuill. W ten sposób pomścił na linii Íra śmierć swego pradziadka Roithechtaigha I. Piętnaście lat wcześniej, wraz z zabitym brał udział w mordzie na arcykrólu Berngalu, synu arcykróla Gede Ollgothacha. Sirna wlaczył w wielu bitwach, m.in. przeciw mieszkańcom Ulaidu oraz Fomorianom. Roczniki Czterech Mistrzów podały, że między pierwszym rokiem panowania Sirny a pierwszym rokiem panowania Roithechtaigha II mac Roan upłynęło sto pięćdziesiąt lat. Jednak Geoffrey Keating (zm. ok. 1645), irlandzki duchowny i historyk, cytując dawny wiersz, podał tylko dwadzieścia jeden lat jego panowania. Sirna został zabity w Alinn, z ręki Roithechtaigha mac Roan, przedstawiciela innej linii Milezjan, linii Emera Finna. Sirna pozostawił po sobie syna Oiliolla (Aililla) Olchaina, a przez niego wnuka Giallchada, przyszłego zwierzchniego króla Irlandii.